# Renault FT-17
Lehký tank Renault FT vzor 1917 (francouzsky char léger Renault FT modèle 1917), často zkráceně označovaný jako Renault FT či FT-17, byl francouzský lehký tank první světové války. Byl prvním bojově nasazeným tankem v historii s výzbrojí umístěnou v plně otočné věži, s řidičským v přední a motorovým prostorem v zadní části korby. Tato jeho průkopnická technická koncepce se stala základem pro další vývoj tanků. Zkonstruován byl v roce 1917.
Tank Renault FT-17 měl samonosnou korbu. Pohon obstarával zážehový motor Renault o výkonu 35 hp. Jelikož krátká korba tanku zvyšovala nebezpečí převrácení vozidla během překonávání zákopů, byl na její zadní část připevněn rám s ližinou (ohon), o kterou se stroj mohl při hrozbě převrácení opřít. Tank měl odlévanou věž, ve které byl uložen kulomet Hotchkiss ráže 8 mm. Na střeše věže byla instalována pozorovací kopule. Odlévaná věž byla později pro svoji náročnost na výrobu nahrazena nýtovanou. Od května 1918 byl do části tanků FT-17 lafetován kanón Puteaux ráže 37 mm. Během první světové války bylo vyrobeno 3177 vozidel a další do celkového počtu 3800 ještě po válce. Na začátku druhé světové války se ve službě Francouzské armády nacházelo ještě 1560 vozidel. Tanky byly exportovány do mnoha zemí světa, vyráběly se i jejich kopie a odvozeniny (např. T-18 a Fiat 3000).

## Renault FT v Československu

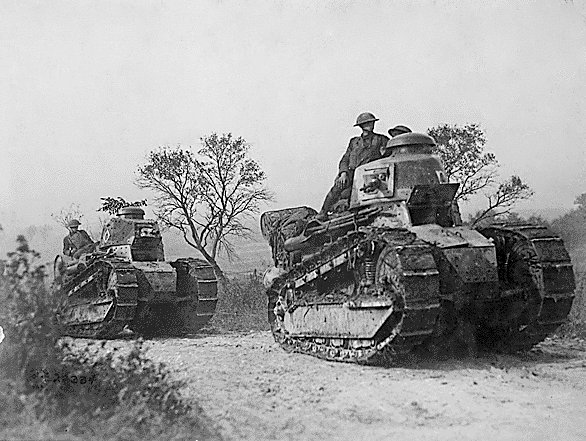
Francouzské tanky Renault FT-17 s americkými osádkami míří v létě 1918 během bitvy o Argonský les do boje.

Po první světové válce potřebovala Československá armáda do výzbroje tanky, proto se rozhodla pro koupi strojů FT-17. Bylo stanoveno, že bude zakoupeno několik kusů, přičemž náš průmysl bude další tanky vyrábět v licenci. První stroj byl kvůli neshodám objednán až roku 1921, další čtyři kusy byly dodány roku 1923. Celkem bylo zakoupeno sedm tanků FT-17, z toho čtyři kanónové, jeden spojovací a dva s kulomety, později přezbrojené na kulomety Schwarzlose. Další stroje nebyly objednány, protože byly již zastaralé. Tanky byly využívány pro cvičení osádek, přičemž docházelo k jejich
nadměrnému opotřebení. V letech 1927 až 1928 prošly kompletními generálními opravami. Tanky však byly postupně vyřazovány s příchodem nových československých tanků LT vz. 34. Po okupaci Československa Německem zůstaly ve výzbroji tři kusy, o které nejevil Wehrmacht zájem. Přečkaly sice druhou světovou válku, ale poté byly sešrotovány.

## Fotografie FT-17 v čs. armádě
- Tanky Renault FT-17 při přehlídce v Milovicích v roce 1927
- Tanky FT v armádě ČSR
- (česky) Renault FT